# Robert Bickerdike (martyr)
Pour les articles homonymes, voir Robert Bickerdike (homonymie).
Robert Bickerdike, né à Farnham près de Knaresborough et mort à York le 8 octobre 1586 est un laïc martyr catholique anglais sous le règne d'Élizabeth Ire.

## Biographie
Robert Bickerdike était un simple apprentis tailleur anglais vivant sous le règne d'Élisabeth Ire d'Angleterre, période de persécution anti-catholique sévère. Sa famille avait à l'époque choisi de redevenir catholique. Lui-même est arrêté pour avoir été vu partager une pinte de bière avec le prêtre catholique Jean Boste et d'avoir payé la consommation. Le simple fait d'avoir payé faisait de lui un criminel. Arrêté ainsi pour avoir "aidé un prêtre catholique" il est néanmoins acquitté. Le sentiment anti-catholique étant devenu trop fort il est une fois de plus arrêté et finalement exécuté. Il est supplicié en compagnie de John Fingley.

## Vénération
Déclaré bienheureux par Jean-Paul II en 1987 Robert Bickerdike est l'un des quatre-vingt-cinq Quatre-vingt-cinq martyrs d'Angleterre et de Galles béatifiés par ce dernier. Il est fêté le 8 octobre ou le 8 août,.